# Edith Somerville
Edith Anna Œnone Somerville, född 2 maj 1858 på Korfu, Joniska öarnas förenta stater, död 8 oktober 1949 i Castletownshend, grevskapet Cork, var en irländsk författare.
Somerville, som var ordförande i Munster Women's Franchise League, skrev romaner tillsammans med sin syssling och livslånga väninna Violet Martin (med pseudonymen Martin Ross, 1862–1915). Även böcker utgivna efter Martins död publicerades under författarnamnet "E.Œ. Somerville and Martin Ross". Deras främsta verk anses vara The Real Charlotte (1894).